# Автошлях E771

Європейський шлях E 771 — європейська дорога B класу в Румунії та Сербії, що з'єднує міста Дробета-Турну-Северин і Ниш.

## Основні міста
- Румунія
  - Дробета-Турну-Северин (E70)
- Сербія
  - Кладово
  - Неготин
  - Заєчар (E761)
  - Княжевац
  - Ниш (E80 E75)